# Ethnikos Aleksandropolis
Ethnikos Aleksandropolis (gr. – "Μ.Γ.Σ. Eθνικός Αλεξανδρούπολης pour Μουσικός Γυμναστικός Σύλλογος Eθνικός Αλεξανδρούπολης") – grecki męski klub siatkarski założony w 1927 roku z siedzibą w mieście Aleksandropolis w regionie Macedonii Wschodniej i Tracji.
W sezonie 2013/2014 klub uczestniczy w rozgrywkach A1 Ethniki.

## Historia
Ethnikos Aleksandropolis jest najbardziej znanym klubem sportowym w Aleksandropolis. Powstał z połączenia dwóch klubów Ergatikou Asteras i Ermis Alexandroupolis w 1927 roku(w latach 1937-1945 zawieszono działanie klubu). Klub posiada sekcje piłki nożnej, lekkoatletyki, tenisa stołowego i działu muzycznego, stąd nazwa-Mousikos Gymnastikos Syllogos.

## Sukcesy

### Oficjalne
- A1 Ethniki:
  -  3. miejsce (1x): 1978

## Kadra
Sezon 2013/2014
- Pierwszy trener:  Sakis Moustakidis

| Nr | Imię i nazwisko            | Data ur. | Wzrost | Pozycja      |
| -- | -------------------------- | -------- | ------ | ------------ |
| 1  | Konstantinos Dalakouras    | 1990     | 195    | przyjmujący  |
| 2  | Ivan Raič                  | 1989     | 202    | atakujący    |
| 3  | Theologos-Christos Daridis | 1991     | 177    | libero       |
| 6  | John Kavaratzis            | 1994     | 188    | atakujący    |
| 7  | Grigorios Sidiropoulos     | 1973     | 194    | rozgrywający |
| 8  | Georgios Papazoglou        | 1973     | 199    | środkowy     |
| 9  | Nikola Mijailović          | 1989     | 189    | przyjmujący  |
| 10 | Dimitrios Grammatikakis    | 1976     | 202    | środkowy     |
| 11 | Stavros Kasampalis         | 1995     | 188    | rozgrywający |
| 12 | Christos Boufidis          | 1991     | 192    | przyjmujący  |
| 13 | Vasileios Kyriakidis       | 1990     | 191    | środkowy     |
| 14 | Anestis Dalakouras         | 1993     | 201    | przyjmujący  |
| 16 | Andreas Andreadis          | 1982     | 203    | środkowy     |
| 18 | Grigoris Kontostathis      | 1994     | 188    | libero       |